# Simbleautage
Le simbleautage, ou action de simbleauter une arme à feu, est le fait d'aligner l'axe d'un organe de visée (comme l'axe optique d'une lunette de tir) avec l'axe du canon de l'arme.
Le simbleautage s'effectue de 2 manières différentes, soit en parallèle soit en convergence :
- en parallèle, l'axe optique reste parallèle à l'axe de la bouche du canon jusqu'à, théoriquement, l'infini ; donc, toujours théoriquement, l'écart en cible entre le point visé et l'impact est le même qu'entre l'axe optique et l'axe de la bouche du canon ;
- en convergence, l'axe optique recoupe l'axe du canon à une certaine distance : point visé = point touché ; c'est ce que font la plupart des tireurs lorsqu'ils règlent leurs lunettes.

Le simbleautage en parallèle est employé pour les engins blindés dans lesquels la lunette n'est pas au-dessus de l'arme mais décalée sur le côté.
L'écart axial (33 cm pour un AMX-30, par exemple) est maintenu à toutes les distances. Pour un tireur sportif, ce n'est pas acceptable mais pour un char qui tire du 105 mm explosif ou à charge creuse à 2 000 mètres sur une cible qui fait 10 m2, c'est plus que suffisant d'autant que, quelle que soit la position de l'impact, les dommages dépassent largement la dimension de l'écart initial.
Pour les mêmes engins, le simbleautage en convergence est la solution de secours sur le terrain. Il se fait en regardant à travers le canon dans lequel on a placé un croisillon métallique, le simbleau, d'où son nom. Ensuite on pointe en regardant dans le canon sur un repère aux environs de 1 500 mètres, un clocher par exemple. Il ne reste plus qu'à amener le réticule de la lunette sur le clocher.

## Autre acception
En mécanique, un simbleau est un pion de positionnement (locating), voir Mise en position et maintien d'une pièce.